# Luciano Rossi
Luciano Rossi (28 de novembro de 1934 - 29 de Maio de 2005) foi um ator de cinema italiano. Ele apareceu em 67 filmes entre 1966 e 1987.

## Carreira
Luciano Rossi nasceu em Roma. Trabalhou em uma empresa de importação / exportação, depois freqüentou uma escola de drama. Apareceu em pequenos papeis em vários filmes no final dos anos 60. Atuou em vários Western spaghetti e filmes policiais.
Morreu em Roma em 2005.

## Filmografia
- Dieci italiani per un tedesco (Via Rasella) (1962)
- Django (1966)
- Uno sceriffo tutto d'oro (1966)
- LSD (1967)
- Il figlio di Django (1967)
- Omicidio per appuntamento (1967)
- La più grande rapina del west (1967)
- Preparati la bara! (1967)
- Uno sceriffo tutto d'oro (1967)
- Sentenza di morte (1967)
- L'avventuriero (1967)
- Le avventure di Enea (1967)
- 5 per l'inferno (1968)
- Quella carogna dell'ispettore Sterling (1968)
- Corri uomo corri (1968)
- La collina degli stivali (1969)
- Il pistolero dell'Ave Maria (1969)
- Django il bastardo (1969)
- Lo chiamavano Trinità (1970)
- Ciakmull - L'uomo della vendetta (1970)
- Il conformista (1970)
- C'è Sartana... vendi la pistola e comprati la bara (1970)
- Sledge  (1970)
- La morte cammina con i tacchi alti (1971)
- Testa t'ammazzo, croce... sei morto... Mi chiamano Alleluja, (1971)
- Afyon oppio (1972)
- La morte accarezza a mezzanotte (1972)
- Attento gringo, è tornato Sabata (Judas... ¡toma tus monedas!) (1972)
- Los amigos (1972)
- Rivelazioni di un maniaco sessuale al capo della squadra mobile (1972)
- Ingrid sulla strada (1973)
- Passi di danza su una lama di rasoio (1973)
- Il bacio di una morta (1974)
- I figli di Zanna bianca (1974)
- Zanna bianca alla riscossa (1974)
- Commissariato di notturna (1974)
- Il testimone deve tacere(1974)
- Prostituzione (1974)
- Macrò (1975)
- Il trucido e lo sbirro (1976)
- I due superpiedi quasi piatti (1977)
- Le lunghe notti della Gestapo (1977)
- Luca il contrabbandiere (1980)
- Paura nella città dei morti viventi (1980)
- Orinoco: Prigioniere del sesso (1980)
- Sangraal, la spada di fuoco (1982)
- Lunga vita alla signora! (1987)
- Questo e quello (1983)